# Mubunda
Mubunda ist ein ländlicher Bezirk (Ward) des Distriktes Muleba in der tansanischen Region Kagera.

## Geografie
Mubunda liegt im Nordwesten von Tansania zwischen dem Victoriasee und dem Burigisee. Die Fläche des Bezirks beträgt 109,3 Quadratkilometer, bei der Volkszählung 2022 wohnten 20.766 Menschen in 4467 Haushalten.

## Gliederung
Der Bezirk besteht aus sieben Gemeinden (Mtaa) mit 34 Orten (Kitongoji):
| Kishoju - Kako - Kashule - Nkukuru - Kyashera - Kyegolomola B | Kyaibumba - Kyaibumba - Rukombo - Nyamayolwa - Nyakitaila - Omukihanga - Muhulile | Kitoko - Omulubumba - Bushege - Kitome - Kakoko | Nyakashenyi - Kitaba - Nyakashenyi - Ruhanga - Rubale | Kangoma - Omukihanga - Kangoma - Nyamizi - Ibare | Bweyenza - Kyamate - Kyantole - Bweyenza - Rwamushunju | Kikagate - Kikagate - Nyamiti - Kamwanga - Rubasi - Nyarutoju - Kayagiro - Nyakika |

## Infrastruktur
- Bildung: Im Bezirk befinden sich acht Grundschulen und eine weiterführende Schule.[6]
- Gesundheit: Die Apotheke in Mubunda versorgt die Bevölkerung unter anderem mit Malaria-Tests und -Erstbehandlung, HIV-Prävention, -Pflege und -Behandlung und Mutter-KInd-Pflege.[7]